# 량샹다쉐청역
량샹다쉐청역(중국어: 良乡大学城站)은 중화인민공화국 베이징시 팡산구 궁첸 가도 창훙로에 위치한 베이징 지하철 팡산선의 지하철역으로, 2010년 12월 30일에 팡산선 개통과 함께 개장하였다.

## 위치
이 역은 베이징시 팡산구 창훙 동로 상에 위치하며, 창훙 동로(동서 방향)와 학원 북가, 학원 남가(남북 방향) 교차점 동쪽, 동서 방향으로 배열되어 있다.

## 역 구조

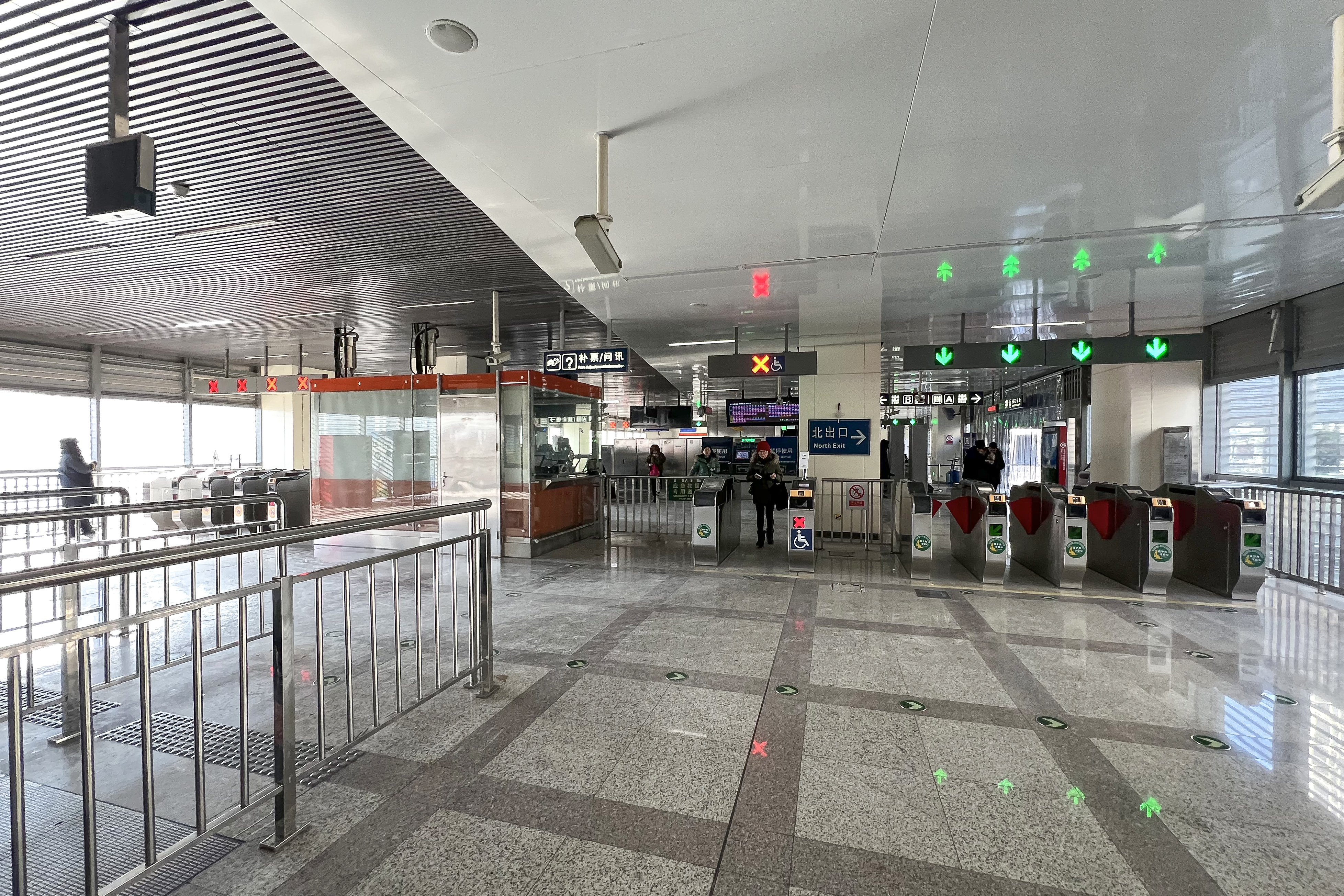
대합실, 흑백 조화를 사용한 천장

이 역은 섬식 승강장 설계를 갖춘 고가역으로, 검은색과 회색이 반반 색상으로 장식된 지붕으로 팡산선의 다른 고가역과 다른 느낌을 가져온다.

### 층별 구조
| 3층 승강장    | ←                                 | ■ 팡산선 일반 구간 열차 둥관터우난 방면 / 직통 열차 국가도서관 방면 (■ 9호선) (량샹다쉐청베이) |
| 3층 승강장    | 섬식 승강장, 오른쪽 출입문이 열림 |                                                                                                |
| 3층 승강장    | →                                 | ■ 팡산선 옌춘 동 방면 (량샹다쉐청시)                                                           |
| 2층 대합실 층 | 대합실                            | 발권 서비스, 자동 티켓 판매기, 이카통(一卡通) 카드 충전                                        |
| 지면층        | 출입구                            | A－B출입구                                                                                     |

승강장 양쪽 끝에는 테마 예술 벽화 "수리공간《数理空间》"과 "과기기상《科技奇想》"이 있다. "수리공간《数理空间》" 은 자 및 나침반을 본체로 하고 교대급수, 질량-에너지 방정식, 삼각함수 부정적분, 질산 방정식 및 과학 및 공학에서 일반적으로 사용되는 기타 계산 공식으로 보완된다.；"과기기상《科技奇想》"은 큰 컴퓨터 키보드와 7개의 "FUNHILL" 버튼이 결합된 것이다(FUNHILL은 2009년 팡산 중앙 레저 및 쇼핑 지구를 구축하기 위해 팡산 지방 정부가 디자인한 브랜드 로고이다.). 두 예술 벽화의 독특한 디자인은 대학가 지역의 우수한 교육 및 문화 유산을 보여주고 있다.
- 승강장 테마 예술 벽화 "수리공간《数理空间》"
- 승강장 테마 예술 벽화 "과기기상《科技奇想》"

## 출입구
|                         |                          | |      |             |
| 출구                    | 지시                     | 출구 인근 | 사진 | 무장애 시설 |
| 出口 · A · 1            | 창훙 동로(长虹东路) 북측 | 학원 북가(学园北街), 이공예부(理工睿府), 베이징 시대 광장(北京时代广场), 베이징 이공대학 량샹 캠퍼스(北京理工大学 良乡校区)                                                         |      |             |
| 出口 · A · 2            | 창훙 동로(长虹东路) 북측 | 치미 북가(致美北街), 쭤슈 북가(卓秀北街), 원양신사계(远洋新仕界), 베이징 이공대학 부속 실험학교(北京理工大学附属实验学校)                                                           |      | 빈칸        |
| 出口 · B · 1            | 창훙 동로(长虹东路) 남측 | 치미 남가(致美南街), 탁수 북가(卓秀北街), 서우창지위에타이(首创紫悦台) |      |             |
| 出口 · B · 2            | 창훙 동로(长虹东路) 남측 | 학원 남가(学园南街), 수후이E톈디(旭辉E天地), 옌바오 대학성가원(燕保大学城家园), 수도사범대학 량샹 캠퍼스(首都师范大学 良乡校区), 베이징 공상대학 량샹 캠퍼스(北京工商大学 良乡校区) |      | 빈칸        |
| 아이콘 설명: 엘리베이터 |                          | |      |             |